# 藤次寺
藤次寺（とうじじ）は、大阪市天王寺区生玉町にある、高野山真言宗の寺院。

## 歴史
藤次寺は弘仁年間（810年～824年）に藤原冬嗣の発願により、甥（おい）の、任瑞上人を開基とする。藤原家の安泰を願い建立された。藤原家を治める寺であるでゆえに、藤冶寺と称していたが、明治初年には、生玉十坊の一つである地蔵院を合併し、藤次寺と改称し、現在に至っている。
藤原氏の祈願寺として、藤原氏一門より、深い帰依を受け栄えていたが、寺運の盛衰があった。慶長年間（1596年～1615年）に、加藤清正が大檀主となり、金堂、伽藍、堂宇などを建立した。広大な寺域（境内）を持ち、壮観であったと言う。
中興憲遵阿闍梨の時には、如意宝珠融通尊への信仰が盛んになり、「大阪の融通さん」と称されて、多くの人々の信仰を集めている。
明和元年（1764年）、中興清範和上の時、九条尚実が家運長久を祈るため永代不易の祈願寺として改めて、旨辞を授けた。江戸時代末まで、九条家（五摂家の一つ。藤原兼実が祖。）の祈願寺であった。
しかし、昭和20年（1945年）3月、戦災により藤次寺は全焼した。都市計画のために境内地の移転があった。昭和35年（1960年）に金堂、庫裡、寺務所が完成した。
藤次寺の塀の前（山門近く）に、如意山 藤次寺、融通さんまいりと記された石碑がある。
作家・山崎豊子の墓所も藤次寺にあり、墓石の右隣には山崎が生前執筆した全28作の作品名が刻まれた石碑も存在する。

## 行事
- 如意宝珠融通尊 縁日（毎月1日、11日、21日）
- 節分祈願会（せつぶんきがんえ）毎年2月3日、もしくは、2月4日の節分の日

## 交通
- 地下鉄谷町線・谷町九丁目駅から徒歩すぐ